# El banquete
El banquete o El simposio (en griego antiguo Συμπόσιον, Sympósion) es un diálogo platónico escrito por Platón sobre los años 385–370 a. C., y es uno de los diálogos más trabajados, apreciado tanto por su contenido filosófico como por su contenido literario. Versa sobre el amor. Esta obra, junto al Fedro, conformó la idea de amor platónico.
Ambas son obras clásicas tanto en filosofía como en literatura, tratan el asunto desde un punto de vista que hace que sean complementarias, y totalizan el pensamiento platónico.
En el caso de El banquete, este rememora una cena en la que se han dado cita un grupo de «comensales» para mantener un discurso franco sobre el amor y Eros, donde están acompañados de música, bebidas, bailes y recitales. Eros es siempre traducido como amor, que tiene además sus propias variantes y ambigüedades que modifican la comprensión de Eros como el dios de la Antigua Grecia.

## Contenido
La narración se inicia con Apolodoro, que en una conversación con un amigo rememora una historia que el amigo supone reciente. Apolodoro le comenta que dichos diálogos en los que participó Sócrates ocurrieron en otro momento histórico, cuando ellos eran niños.
Se inicia el susodicho relato en el banquete organizado por el poeta trágico Agatón para celebrar su victoria en las fiestas Leneas del 416 a. C. Tras la comida, Erixímaco propone pasar el tiempo en mutuos discursos en alabanza del Amor, de Eros, y debatir un tema que Fedro ha tenido en mente. Erixímaco pide que cada uno de los invitados improvise un elogio a Eros pues, según comentarios de Fedro, siendo este dios uno de los más importantes, rara vez es encomiado como merecería.

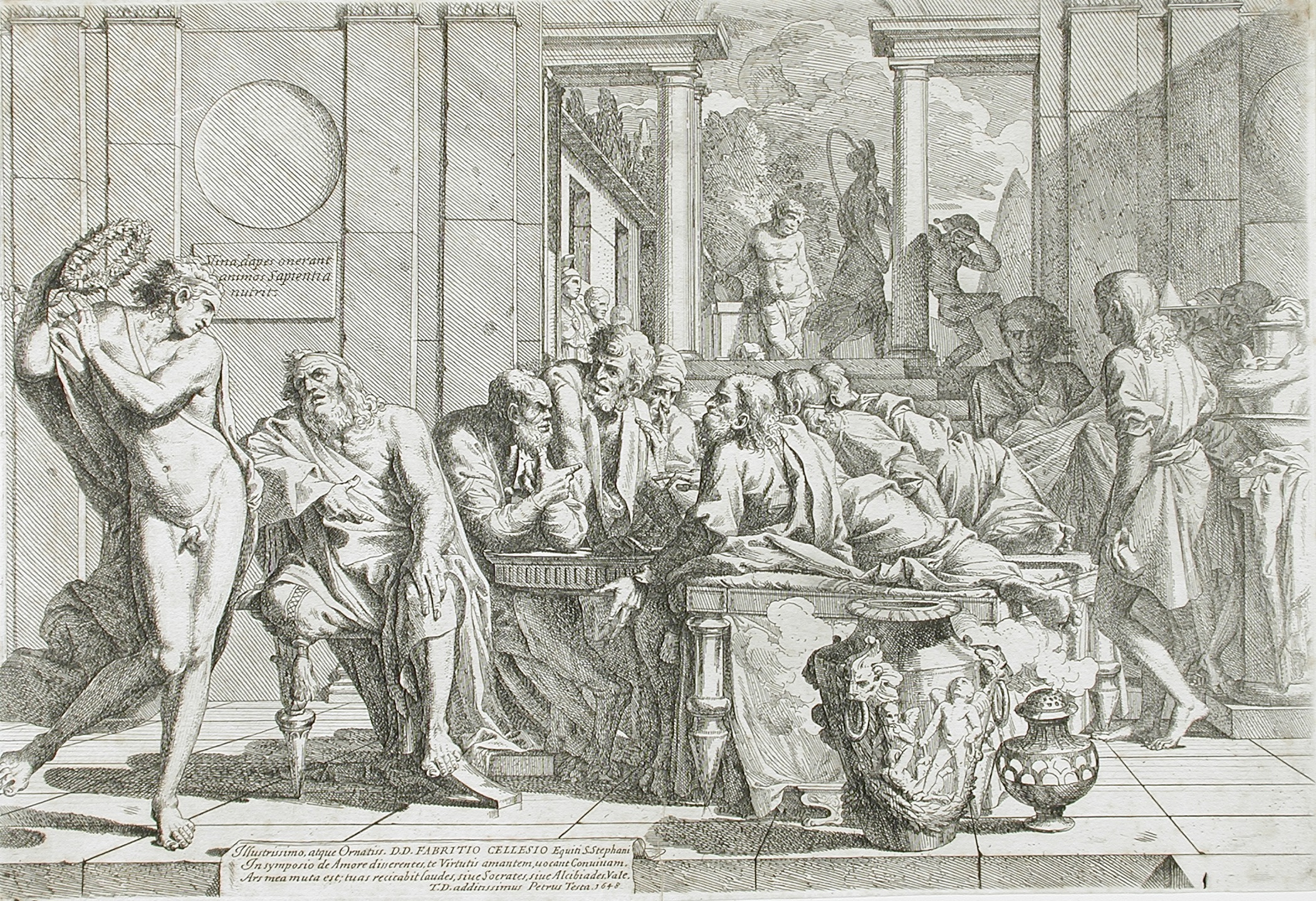
El simposio platónico según Pietro Testa (1648).

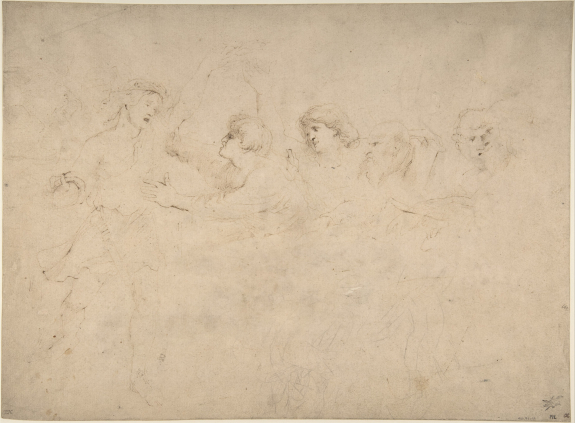
Bosquejo de la interrupción de Alcibíades, según Peter Paul Rubens (post 1600).

El diálogo se cierra con la bulliciosa entrada en la celebración de un ebrio Alcibíades que habla sobre Sócrates, del que dice que es un sátiro burlón y descarado que se burla de todos haciéndose el ignorante, y que dice que nada sabe aunque hay muchos tesoros en él. A continuación, Alcibíades elogia la figura de Sócrates alabando su templanza y su apego a la verdad, a cuya búsqueda vive consagrado. De esta forma se muestra al lector cómo el propio Sócrates es la encarnación perfecta de los preceptos que él mismo expuso en su discurso. Para ejemplo, Alcibíades narra cómo, a pesar de que entonces toda Atenas reconocía su belleza física, Sócrates rehusó el trato sexual con él.

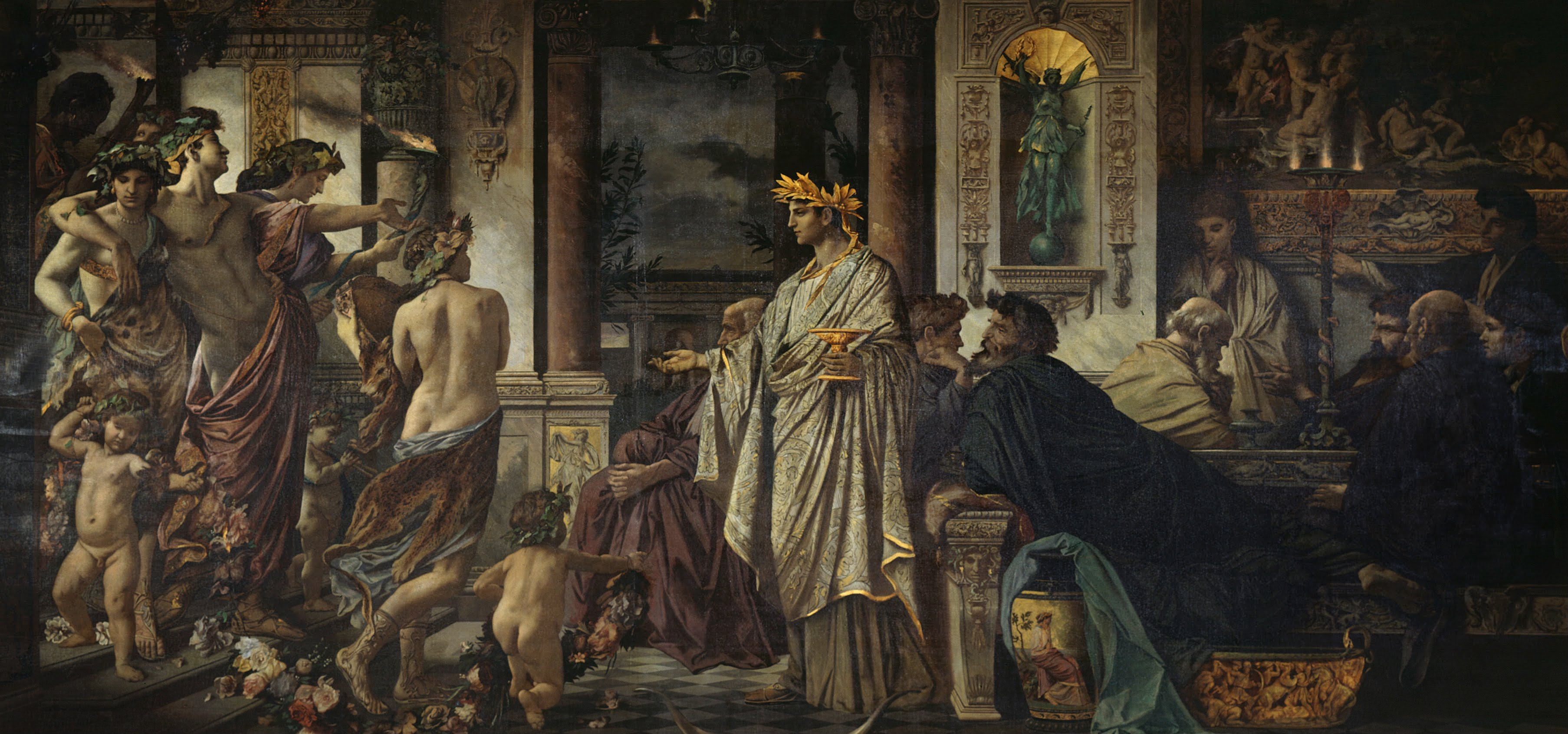
Pintura de Anselm Feuerbach que representa la llegada de Alcibíades (1871–1874).

## Participantes
Cinco comensales discuten antes de que le toque hablar al filósofo Sócrates, que comienza con un irónico exordio en el que advierte que no elogiará a Eros faltando a la verdad sobre él, sino que contará lo que sabe del amor sin ocultar lo que no sea hermoso. Sócrates explica que fue instruido en asuntos amorosos por Diotima. Fedro y Pausanias intervienen como expertos en la práctica del oficio amoroso, y Erixímaco, como físico, contribuye con un punto de vista científico; del cómico se encarga Aristófanes; y del trágico, Agatón; aportan así estos dos últimos un punto de vista artístico y de fantasía literaria.

## Representación
La escena de El banquete aparece representada en el mosaico romano Platón conversando con sus discípulos.